# Frank Darío Kudelka
Frank Darío Kudelka (Freyre, Córdoba, Argentina; 12 de mayo de 1961) es un entrenador de fútbol argentino. Actualmente dirige a Huracán.
No ha sido nunca futbolista profesional, y comenzó su desempeño como profesor preparador físico, aunque también es director técnico nacional de fútbol egresado del Centro de Perfeccionamiento y Actualización Técnico Docente Deportivo de Santa Fe, en el año 1987. Ha dirigido, entre otros, a Unión (SF), equipo con el que consiguió el ascenso a Primera División. Entre octubre de 2013 y noviembre de 2014 fue técnico de Huracán, en la Primera B Nacional y la Copa Argentina.

## Trayectoria
Su carrera se inició en 1987 en 9 de Julio Olímpico, de Freyre, equipo afiliado a la Liga Regional de San Francisco, Córdoba. Allí consiguió dos títulos con la cuarta división.
Dio clases de Educación Física en el Colegio La Salle Jobson de la ciudad de Santa Fe junto a profesores como Leandro Chito y Martín Mazza. A partir de 1989 fue preparador físico de la primera y de la reserva de La Salle en la Liga Santafesina de Fútbol, así como técnico de la octava y sexta división, para pasar a ser el entrenador del primer equipo desde 1991. Al año siguiente logró el título de campeón de la Liga Santafesina, por primera vez para ese club.
En el año 1994 pasó a Gimnasia y Esgrima de Ciudadela como entrenador de la primera división. Con el elenco "Pistolero" salió subcampeón de la Liga y así logró clasificarlo al Torneo Argentino B, y en 1995 dirigió al equipo en esa categoría y logró el Campeonato Provincial. En 1996 pasó a conducir el equipo de Liga Santafesina del club Unión (SF). En el año 2002 se hizo cargo del plantel profesional del mismo club logrando mantenerlo en la Primera División tras ganar una promoción frente a Gimnasia y Esgrima (CdU). También se desempeñó como coordinador general del fútbol amateur en la institución santafesina.
Tras plantearse dejar la actividad en 2003, en el año 2004 tuvo un breve paso como entrenador del primer equipo de Patronato, en el Torneo Argentino B. Desde el 2005 hasta el 2007, dirigió a Libertad (S). Tras dos temporadas en el Argentino B y salvarlo del descenso, en el año 2007 consiguió ascenderlo al Argentino A. En esta última categoría lo dirigió en 16 oportunidades consiguiendo 29 puntos.
En 2008 fue contratado para encabezar la Coordinación General del Fútbol de Boca Unidos, de la ciudad Corrientes, a cargo de las diferentes divisiones del club. Ante la renuncia del entrenador Gustavo Jones, Kudelka asumió la dirección técnica del primer equipo. Tras una campaña brillante en el Torneo Argentino A, ascendió a la B Nacional y dirigió al equipo durante su primera temporada en dicho torneo, logrando que mantenga la categoría.
En julio de 2010 se convirtió nuevamente en el director técnico del plantel profesional de Unión de Santa Fe, consiguiendo el ascenso a Primera División, tras finalizar en la segunda posición del Campeonato de Primera B Nacional 2010/11. En la temporada siguiente, logró obtener 50 puntos en 38 encuentros, cumpliendo el objetivo de mantener al equipo en la Primera División, incluso sin necesidad de jugar partidos de promoción. En su tercera temporada como técnico de Unión, comenzó el Torneo Inicial 2012 con una racha negativa, lo que determinó su renuncia tras la quinta derrota consecutiva, ante All Boys por 3-1 en condición de visitante.
Luego de su paso exitoso por el club de Santa Fe, en noviembre de 2012 fue elegido técnico de Instituto, ocupando el lugar de Darío Franco. Sus resultados no fueron para nada parecidos a los obtenidos en el torneo pasado con Unión, logrando un decepcionante 18.º lugar, y a las pocas fechas del torneo siguiente renunció por diferencias con la dirigencia. En octubre de 2013, tras la salida del Turco Mohamed fue contratado por Huracán, al terminar la temporada perdió el desempate por el tercer ascenso frente a Independiente, y posteriormente llegó hasta las semifinales de la Copa Argentina 2013/14. El 1 de noviembre de 2014, renunció tras la derrota ante Sportivo Belgrano por 3 a 0, en un partido que fue suspendido a los 24' del segundo tiempo por incidentes.

### Talleres
En diciembre del año 2014, luego del fracaso deportivo de Talleres en la edición del Torneo Federal A, con la llegada de Andrés Fassi a la presidencia de la institución se llega a un acuerdo para que Frank se ponga a cargo de las riendas del equipo para afrontar el Torneo Federal A 2015. La campaña tuvo un gran número de refuerzos, algunos viejos conocidos de Frank en equipos anteriores como Wilfredo Olivera de Libertad de Sunchales. La campaña fue todo un éxito y llevó de regreso al club "albiazul" a la B Nacional, a lo largo de la temporada dirigió 31 partidos, y consiguió 19 victorias, 11 empates y tan solo 1 derrota frente a Deportivo Maipú por 1 a 0, con el equipo clasificado ya para la segunda fase del torneo. En la última fecha, Talleres venció como visitante a Sol de América por 0-1 en Formosa y volvió a Primera B Nacional.
Luego de la grandiosa campaña en el Torneo Federal A, la dirigencia del club tiene como primero objetivo asegurarse la continuidad de Frank al frente de Talleres para disputar la Primera B Nacional. El torneo en disputa será corto y no de ida y vuelta como es el formato habitual, Talleres opta por traer jugadores acordes al torneo e incorpora más de 12 jugadores. Kudelka dirigió sin dudas una de las mejores campañas de Talleres en el profesionalismo y la más destacada del ascenso argentino en los últimos años, llevó en menos de 6 meses al "Matador" a la Primera División después de 12 años en categorías de ascenso y sacó campeón invicto por primera vez a un equipo de la Segunda División de Argentina; consiguió de 21 partidos 14 victorias y 7 empates.
Con continuidad en Primera División, renovó su vínculo contractual y siguió al frente del equipo, el objetivo planteado era la permanencia en la categoría, la que conseguiría algunas fechas antes del cierre del certamen. Llegó, al igual que en las dos campañas anteriores, un número considerable de refuerzos, aunque la campaña fue regular, con 11 victorias, 9 empates y 10 derrotas. El equipo finalizó 15.º en la tabla de posiciones final.
La conducción técnica de Kudelka al frente de Talleres trajo importantes números y logros para la institución coronando una campaña exitosa. En 27 fechas disputadas, cosechó 13 victorias, 7 empates y 7 derrotas. Culminando la Superliga en el 5.º lugar, a 12 puntos del campeón, Boca Juniors, y clasificando luego de 13 años de ausencia a la Copa Libertadores de América. Esta temporada marcó también el final de la era de Kudelka en el conjunto cordobés, ya que en la tarde del viernes 18 de mayo, el club y el técnico acordaron el fin del ciclo.

### Universidad de Chile
El 24 de mayo de 2018, fue oficializado como entrenador de Universidad de Chile, club donde logró una buena campaña quedando ubicado en el tercer lugar de la temporada. No obstante, a comienzos del año siguiente, tras quedar eliminado en Copa Libertadores 2019 y lograr tan solo 1 triunfo en 7 partidos, decidió dar un paso al costado por problemas con la dirigencia y la gerencia deportiva. A pesar de la petición de los jugadores para que siguiese, presentó su renuncia el 13 de marzo de 2019.

### Vuelta a la Argentina
El 24 de mayo de 2019, fue anunciado como entrenador de Newell's Old Boys. Luego de clasificar al club a la Copa Sudamericana, dejó su cargo de común acuerdo con la dirigencia leprosa en marzo de 2021.
En marzo de 2021, inició su segunda etapa como técnico de Huracán, en reemplazo de Israel Damonte. El 16 de mayo de 2022, presentó su renuncia al cargo luego de una serie de malos resultados en la Copa de la Liga Profesional.
El 25 de julio de 2022, fue confirmado como entrenador de Lanús tras la renuncia de Jorge Almirón. A pesar de un gran comienzo en 2023, renunció a su puesto en septiembre del mismo año después de una desgastada relación con el plantel y la hinchada.
El 7 de marzo de 2024, fue oficializado como técnico de Huracán por tercera vez.

## Estadísticas como entrenador
| Gimnasia (SF) Argentina      | 1995-96             | 10  | 6   | 2   | 2   | -  | -  | -  | -  | -  | - | - | - | - | - | - | - | 10  | 6   | 2   | 2   | 66.67% | 17  | 8   | +9   | 20  |
| Gimnasia (SF) Argentina      | Total               | 10  | 6   | 2   | 2   | -  | -  | -  | -  | -  | - | - | - | - | - | - | - | 10  | 6   | 2   | 2   | 66.67% | 17  | 8   | +9   | 20  |
| Unión (SF) Argentina         | 2001-02             | 8   | 3   | 3   | 2   | -  | -  | -  | -  | -  | - | - | - | 2 | 1 | 0 | 1 | 10  | 4   | 3   | 3   | 50%    | 12  | 9   | +3   | 15  |
| Unión (SF) Argentina         | 2002-03             | 14  | 4   | 4   | 6   | -  | -  | -  | -  | -  | - | - | - | - | - | - | - | 14  | 4   | 4   | 6   | 38.09% | 16  | 20  | -4   | 16  |
| Boca Unidos Argentina        | 2008-09             | 40  | 23  | 8   | 9   | -  | -  | -  | -  | -  | - | - | - | - | - | - | - | 40  | 23  | 8   | 9   | 64.17% | 67  | 36  | +31  | 77  |
| Boca Unidos Argentina        | 2009-10             | 38  | 11  | 15  | 12  | -  | -  | -  | -  | -  | - | - | - | - | - | - | - | 38  | 11  | 15  | 12  | 42.11% | 42  | 48  | -6   | 48  |
| Boca Unidos Argentina        | Total               | 78  | 34  | 23  | 21  | -  | -  | -  | -  | -  | - | - | - | - | - | - | - | 78  | 34  | 23  | 21  | 53.42% | 109 | 84  | +25  | 125 |
| Unión (SF) Argentina         | 2010-11             | 38  | 22  | 3   | 13  | -  | -  | -  | -  | -  | - | - | - | - | - | - | - | 38  | 22  | 3   | 13  | 60.52% | 49  | 38  | +11  | 69  |
| Unión (SF) Argentina         | 2011-12             | 38  | 11  | 17  | 10  | 1  | 0  | 0  | 1  | -  | - | - | - | - | - | - | - | 39  | 11  | 17  | 11  | 42.74% | 36  | 40  | -4   | 50  |
| Unión (SF) Argentina         | 2012-13             | 5   | 0   | 0   | 5   | -  | -  | -  | -  | -  | - | - | - | - | - | - | - | 5   | 0   | 0   | 5   | 0%     | 3   | 9   | -6   | 0   |
| Unión (SF) Argentina         | Total               | 103 | 40  | 27  | 36  | 1  | 0  | 0  | 1  | -  | - | - | - | 2 | 1 | 0 | 1 | 106 | 41  | 27  | 38  | 47.17% | 116 | 116 | 0    | 150 |
| Instituto Argentina          | 2012-13             | 23  | 5   | 10  | 8   | 2  | 0  | 1  | 1  | -  | - | - | - | - | - | - | - | 25  | 5   | 11  | 9   | 34.67% | 21  | 26  | -5   | 26  |
| Instituto Argentina          | 2013-14             | 8   | 3   | 4   | 1   | -  | -  | -  | -  | -  | - | - | - | - | - | - | - | 8   | 3   | 4   | 1   | 54.17% | 15  | 11  | +4   | 13  |
| Instituto Argentina          | Total               | 31  | 8   | 14  | 9   | 2  | 0  | 1  | 1  | -  | - | - | - | - | - | - | - | 33  | 8   | 15  | 10  | 39.39% | 36  | 37  | -1   | 39  |
| Huracán Argentina            | 2013-14             | 31  | 15  | 9   | 7   | 4  | 1  | 3  | 0  | -  | - | - | - | - | - | - | - | 35  | 16  | 12  | 7   | 57.14% | 40  | 25  | +15  | 60  |
| Huracán Argentina            | 2014                | 10  | 2   | 4   | 4   | -  | -  | -  | -  | -  | - | - | - | - | - | - | - | 10  | 2   | 4   | 4   | 33.33% | 8   | 11  | -3   | 10  |
| Talleres Argentina           | 2015                | 31  | 19  | 11  | 1   | -  | -  | -  | -  | -  | - | - | - | - | - | - | - | 31  | 19  | 11  | 1   | 73.12% | 48  | 20  | +28  | 68  |
| Talleres Argentina           | 2016                | 21  | 14  | 7   | 0   | 3  | 2  | 0  | 1  | -  | - | - | - | - | - | - | - | 24  | 16  | 7   | 1   | 76.39% | 35  | 15  | +20  | 55  |
| Talleres Argentina           | 2016-17             | 30  | 11  | 9   | 10  | 2  | 1  | 1  | 0  | -  | - | - | - | - | - | - | - | 32  | 12  | 10  | 10  | 47.92% | 37  | 31  | +6   | 46  |
| Talleres Argentina           | 2017-18             | 27  | 13  | 7   | 7   | -  | -  | -  | -  | -  | - | - | - | - | - | - | - | 27  | 13  | 7   | 7   | 56.79% | 33  | 20  | +13  | 46  |
| Talleres Argentina           | Total               | 109 | 57  | 34  | 18  | 5  | 3  | 1  | 1  | -  | - | - | - | - | - | - | - | 114 | 60  | 35  | 19  | 62.86% | 153 | 86  | +67  | 215 |
| Universidad de Chile · Chile | 2018                | 15  | 9   | 2   | 4   | 8  | 6  | 1  | 1  | -  | - | - | - | - | - | - | - | 23  | 15  | 3   | 5   | 69.57% | 41  | 25  | +16  | 48  |
| Universidad de Chile · Chile | 2019                | 3   | 1   | 1   | 1   | -  | -  | -  | -  | 2  | 0 | 1 | 1 | - | - | - | - | 5   | 1   | 2   | 2   | 33.33% | 4   | 3   | +1   | 5   |
| Universidad de Chile · Chile | Total               | 18  | 10  | 3   | 5   | 8  | 6  | 1  | 1  | 2  | 0 | 1 | 1 | - | - | - | - | 28  | 16  | 5   | 7   | 63.09% | 45  | 28  | +17  | 53  |
| Newell's Old Boys Argentina  | 2019-20             | 23  | 9   | 8   | 6   | 2  | 2  | 0  | 0  | -  | - | - | - | - | - | - | - | 25  | 11  | 8   | 6   | 54.67% | 37  | 26  | +11  | 41  |
| Newell's Old Boys Argentina  | 2020-21             | -   | -   | -   | -   | 16 | 5  | 2  | 9  | -  | - | - | - | - | - | - | - | 16  | 5   | 2   | 9   | 35.42% | 20  | 26  | -6   | 17  |
| Newell's Old Boys Argentina  | Total               | 23  | 9   | 8   | 6   | 18 | 7  | 2  | 9  | -  | - | - | - | - | - | - | - | 41  | 16  | 10  | 15  | 47.15% | 57  | 52  | +5   | 58  |
| Huracán Argentina            | 2020-21             | -   | -   | -   | -   | 7  | 1  | 3  | 3  | -  | - | - | - | - | - | - | - | 7   | 1   | 3   | 3   | 28.58% | 8   | 11  | -3   | 6   |
| Huracán Argentina            | 2021                | 25  | 10  | 8   | 7   | 14 | 5  | 3  | 6  | -  | - | - | - | - | - | - | - | 39  | 15  | 11  | 13  | 47.86% | 45  | 44  | +1   | 56  |
| Lanús Argentina              | 2022                | 17  | 4   | 3   | 10  | -  | -  | -  | -  | -  | - | - | - | - | - | - | - | 17  | 4   | 3   | 10  | 29.41% | 13  | 25  | -12  | 15  |
| Lanús Argentina              | 2023                | 27  | 12  | 9   | 6   | 5  | 1  | 1  | 3  | -  | - | - | - | - | - | - | - | 32  | 13  | 10  | 9   | 51.05% | 43  | 34  | +9   | 49  |
| Lanús Argentina              | Total               | 44  | 16  | 12  | 16  | 5  | 1  | 1  | 3  | -  | - | - | - | - | - | - | - | 49  | 17  | 13  | 19  | 43.53% | 56  | 59  | -3   | 64  |
| Huracán Argentina            | 2024                | 27  | 12  | 10  | 5   | 10 | 3  | 5  | 2  | -  | - | - | - | - | - | - | - | 37  | 15  | 15  | 7   | 54.05% | 37  | 23  | +14  | 60  |
| Huracán Argentina            | 2025                | 25  | 12  | 7   | 6   | 3  | 1  | 1  | 1  | 8  | 4 | 2 | 2 | - | - | - | - | 36  | 17  | 10  | 9   | 56.48% | 41  | 29  | +12  | 61  |
| Huracán Argentina            | Total               | 118 | 51  | 38  | 29  | 38 | 11 | 15 | 12 | 8  | 4 | 2 | 2 | - | - | - | - | 164 | 66  | 55  | 43  | 51.42% | 179 | 143 | +36  | 253 |
| Total en su carrera          | Total en su carrera | 534 | 231 | 161 | 142 | 77 | 28 | 21 | 28 | 10 | 4 | 3 | 3 | 2 | 1 | 0 | 1 | 623 | 264 | 185 | 174 | 52.28% | 768 | 613 | +155 | 977 |
| 1. 2. 3.                     |                     |     |     |     |     |    |    |    |    |    |   |   |   |   |   |   |   |     |     |     |     |        |     |     |      |     |

### Resumen estadístico
| Competición                    | Partidos | Ganados | Empatados | Perdidos | %      | Resultado        |
| ------------------------------ | -------- | ------- | --------- | -------- | ------ | ---------------- |
| Primera División de Argentina  | 268      | 102     | 85        | 81       | 48.63% | 4.º lugar        |
| Primera B Nacional             | 169      | 72      | 52        | 45       | 52.86% | Campeón          |
| Torneo Argentino A             | 40       | 23      | 8         | 9        | 64.17% | Campeón          |
| Torneo Federal A               | 31       | 19      | 11        | 1        | 73.12% | Campeón          |
| Torneo Argentino B             | 10       | 6       | 2         | 2        | 66.67% | Campeón          |
| Copa Argentina                 | 23       | 8       | 9         | 6        | 47.82% | Semifinales      |
| Copa de la Liga Profesional    | 45       | 13      | 11        | 21       | 37.04% | Fase de grupos   |
| Copa de la Superliga Argentina | 1        | 1       | 0         | 0        | 100%   | Fase de grupos   |
| Primera División de Chile      | 18       | 10      | 3         | 5        | 61.12% | 3.er lugar       |
| Copa Chile                     | 8        | 6       | 1         | 1        | 79.17% | Semifinales      |
| Copa Libertadores              | 2        | 0       | 1         | 1        | 16.67% | Segunda fase     |
| Copa Sudamericana              | 8        | 4       | 2         | 2        | 58.33% | Octavos de final |
| TOTAL                          | 623      | 264     | 185       | 174      | 52.28% | 4 Títulos        |

## Palmarés

### Campeonatos nacionales
| Título             | Equipo                | País      | Año     |
| ------------------ | --------------------- | --------- | ------- |
| Torneo Argentino B | Libertad de Sunchales | Argentina | 2006-07 |
| Torneo Argentino A | Boca Unidos           | Argentina | 2008-09 |
| Copa Argentina     | Huracán               | Argentina | 2013-14 |
| Torneo Federal A   | Talleres              | Argentina | 2015    |
| Primera B Nacional | Talleres              | Argentina | 2016    |

### Otros logros
- Ascenso a la Primera División con Unión de Santa Fe en 2011, siendo subcampeón del torneo.

### Campeonatos Amateur
| Título           | Equipo   | País      | Año  |
| ---------------- | -------- | --------- | ---- |
| Liga Santafesina | La Salle | Argentina | 1992 |

### Distinciones individuales
| Distinción                                 | Año     |
| ------------------------------------------ | ------- |
| Mejor entrenador de la Superliga Argentina | 2017-18 |